# G.729
G.729 je úsporný hlasový kodek, který umožňuje efektivněji využít limitované pásmo pro přenos hlasu po počítačové síti (IP telefonie). Běžně je pro hovor vyčleněno pásmo o šířce 64 kbit/s, k čemuž se používá např. kodek G.711 (8 kHz, 8 bitů, ISDN a PCM, tedy standardní digitální telefonní síť). Kodek G.729 umožňuje toto pásmo snížit na šířku 8 kbit/s.